# Brezovica pri Stopičah
Brezovica pri Stopičah je naselje v Občini Novo mesto.